# Monghpyak
Monghpyak är en kommun i Myanmar.   Den ligger i regionen Shanstaten, i den östra delen av landet, 400 km öster om huvudstaden Naypyidaw. Antalet invånare är 28 342.